# كارمين كانو
كارمين كانو (بالإسبانية: Carmen Cano)‏ هي لاعبة هوكي الحقل إسبانية، ولدت في 31 ديسمبر 1992.